# Woody Guthrie's Happy Joyous Hanukkah
Albums de The Klezmatics
Brother Moses Smote the Water Wonder Wheel
 Woody Guthrie's Happy Joyous Hanukkah est le huitième album du groupe de musique klezmer, The Klezmatics, sorti le 5 septembre 2006 sur le label Jewish Music Group.

## Titres de l'album
1. Honeyky Hanuka
2. Happy Joyous Hanuka
3. Gilad and Ziv's Sirba
4. Hanuka Bell
5. (Do The) Latke Flip-Flop
6. Hanukah Tree
7. Many and the Few
8. Groovy's Freylekhs
9. Hanuka Gelt
10. Spin Dreydl Spin
11. Hanuka's Flame
12. Hanuka Dance